# José Maria Rodrigues Alves
José Maria Rodrigues Alves bedre kendt som Zé Maria (født 18. maj 1949 i Botucatu, Brasilien) er en tidligere brasiliansk fodboldspiller (højre back), der med Brasiliens landshold vandt guld ved VM i 1970 i Mexico. Han var dog ikke på banen i turneringen. Han spillede i alt 46 landskampe, og deltog også ved VM i 1974 i Vesttyskland.
Zé Maria spillede på klubplan størstedelen af sin karriere hos São Paulo-storklubben Corinthians. Her var han med til at vinde fire São Paulo-statsmesterskaber. Han var også tilknyttet den mindre São Paulo-klub Portuguesa.